# Кировский райсовет
Здание Кировского райсовета (первоначально Дома Советов Московско-Нарвского района Ленинграда), и поныне занимаемое районной администрацией — один из элементов общественного центра района, сформированного на основе генерального плана реконструкции, составленного в 1924 году Л. А. Ильиным. Возведено архитектором Н. А. Троцким в 1930—1935 годах вдоль южной границы одноимённой площади, на которой в 1938 году установлен памятник С. М. Кирову работы скульптора Н. В. Томского (архитектор Н. А. Троцкий). Одно из ярких проявлений ленинградского авангарда.

## Описание
Первое сооружение данного типа в Ленинграде, здание вместило в себя районные органы власти, культурные учреждения, банк, почту и зал для собраний. Разнообразие функций продиктовало асимметричную структуру. Основной четырёхэтажный корпус здания сильно вытянут вдоль площади, стремясь к 50-метровой прямоугольной башне с гребёнкой балконов, ставшей высотной доминантой района. Эта 11-этажная башня, увенчанная врезанным кубом с гигантскими серпом и молотом, является некой отсылкой к традиционным европейским ратушам, в то же время своим зубчатым силуэтом напоминая московские постройки учителя Н. А. Троцкого — И. А. Фомина.

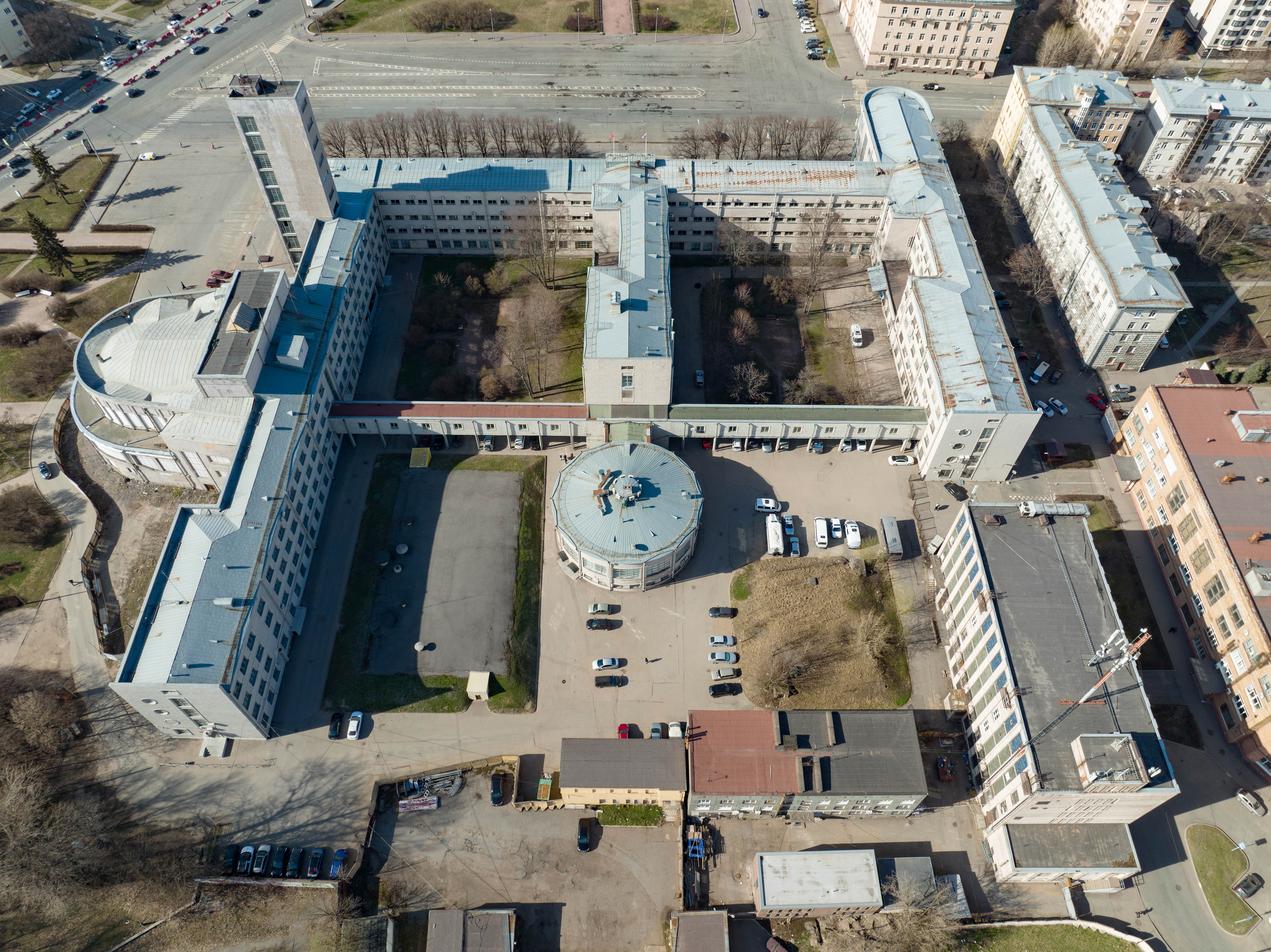
Здание райсовета, аэрофотография, вид со стороны двора

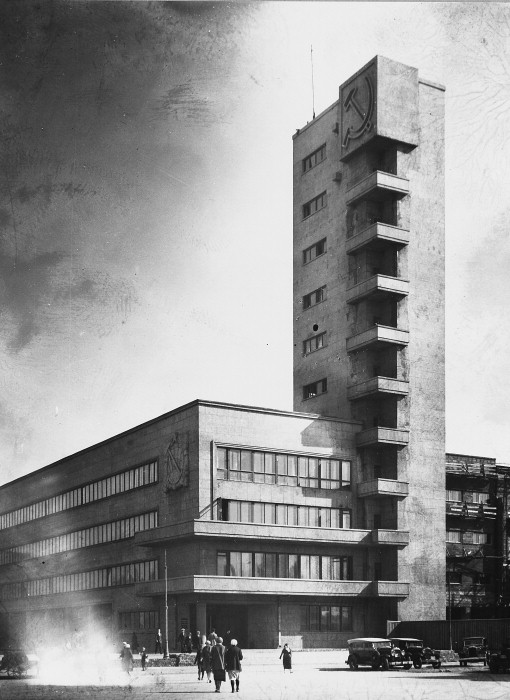
Здание райсовета в 1934 году

От главного корпуса отходят три перпендикулярных крыла, связанных длинными галереями на столбах. Полукруглый торец с левого края рифмуется с эллипсовидным залом собраний (впоследствии, в 1958 году, реконструированным под кинотеатр), выходящим на проспект Стачек. Во двор вынесена столовая, занимающая приземистый цилиндрический объём.
Применение монолитного железобетонного каркаса позволило создать полноценное ленточное остекление, переходящее с основного корпуса на полукруглый выступ слева, в результате длина окон достигает 120 м. На первом этаже основного фасада применены пилоны с широким шагом, создающие иллюзию «дома на сваях»; длинные горизонтали разбиваются прямоугольным двухэтажным схематичным портиком (ранее на нём была установлена скульптурная группа «Рабочий, крестьянин и красноармеец»,  В. А. Синайского, позднее демонтированная в конце 1930-х начале 1940-х гг.). На фасаде находится старинный барометр-анероид фирмы «К. Воткей. С. Петербург», который является предметом охраны и след от термометра (информации о местонахождении которого в КГИОП нет). На стекле барометра по центру 3 выбоины от пуль .
В настоящее время здание продолжает выполнять функции общественного центра района. В нём располагаются Администрация Кировского района Санкт-Петербурга, отделение почтовой связи, доп. офис Сбербанка, другие районные учреждения. Кинотеатр «Прогресс» находится на реконструкции.

## Галерея

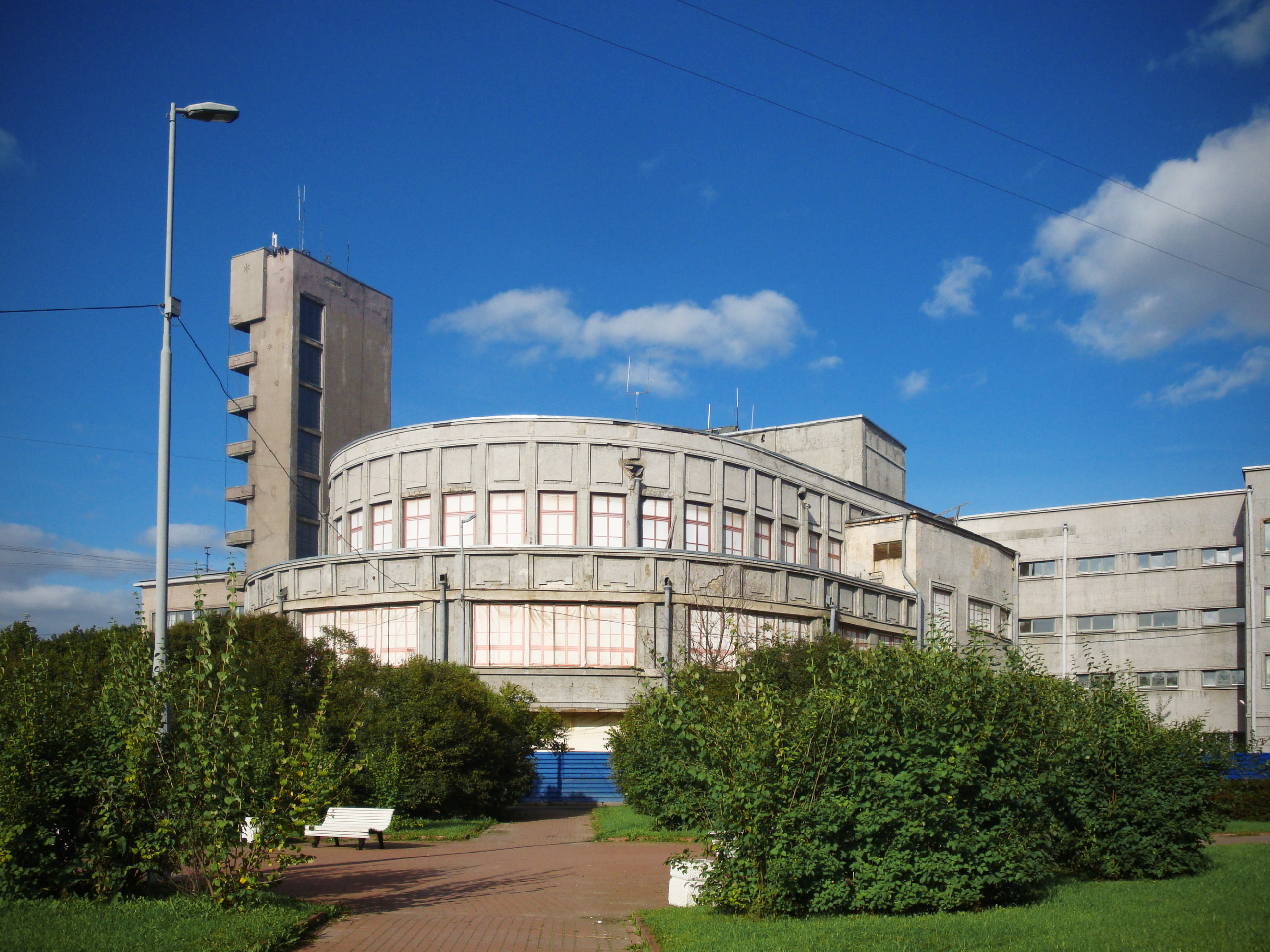
Полукруглая часть здания
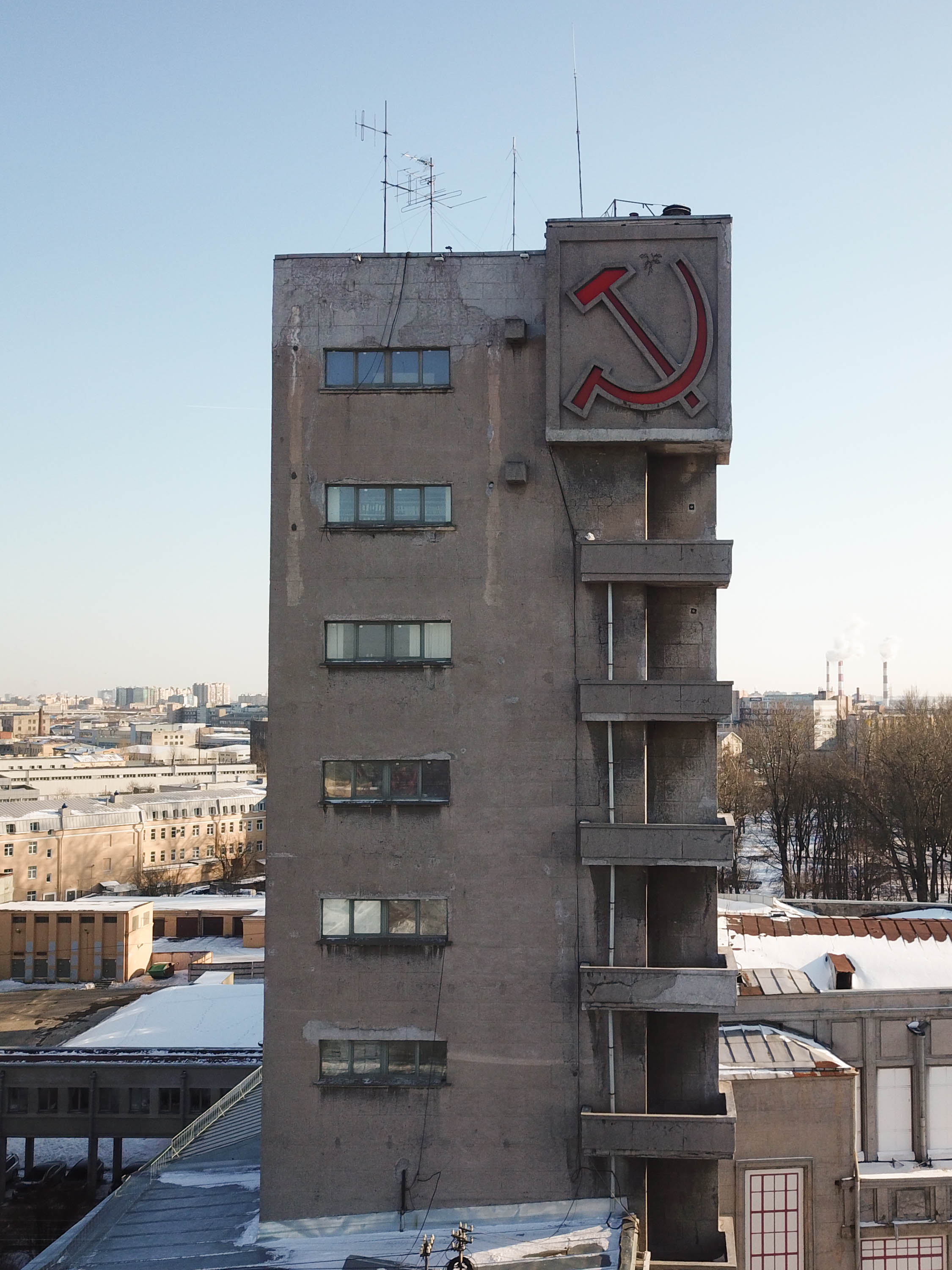
Башня
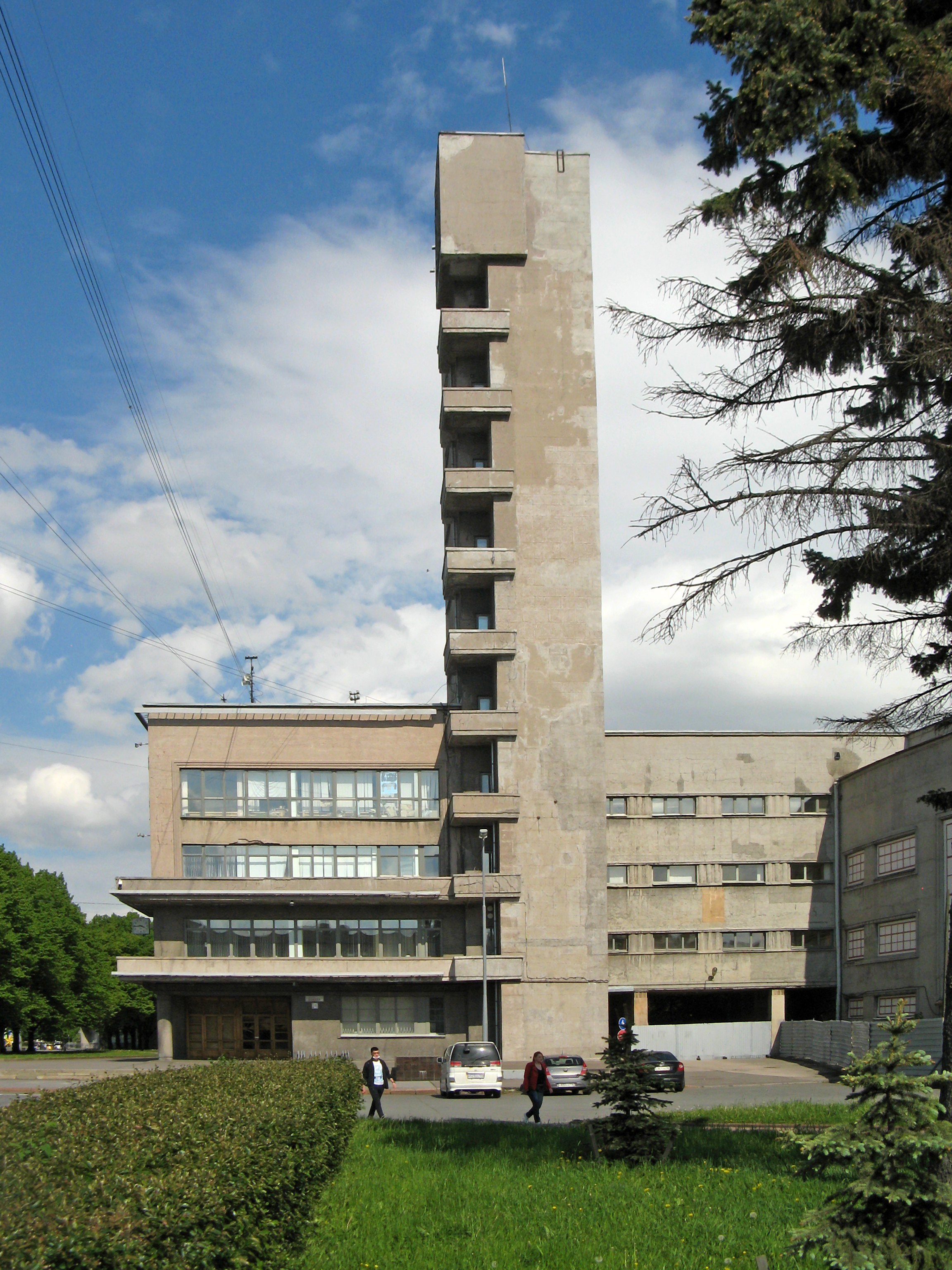
Башня со стороны пр. Стачек
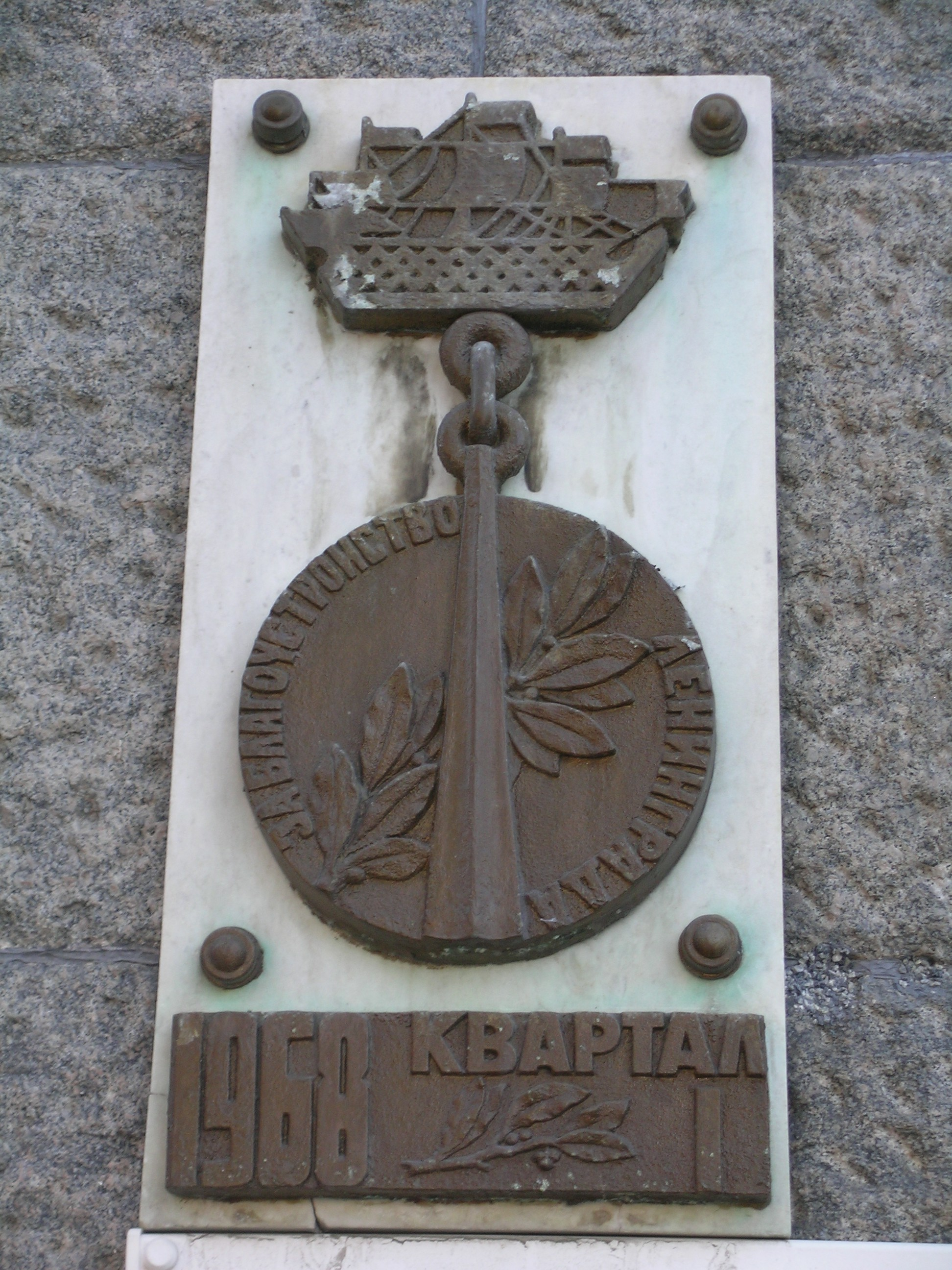
«За благоустройство Ленинграда» — знак на здании
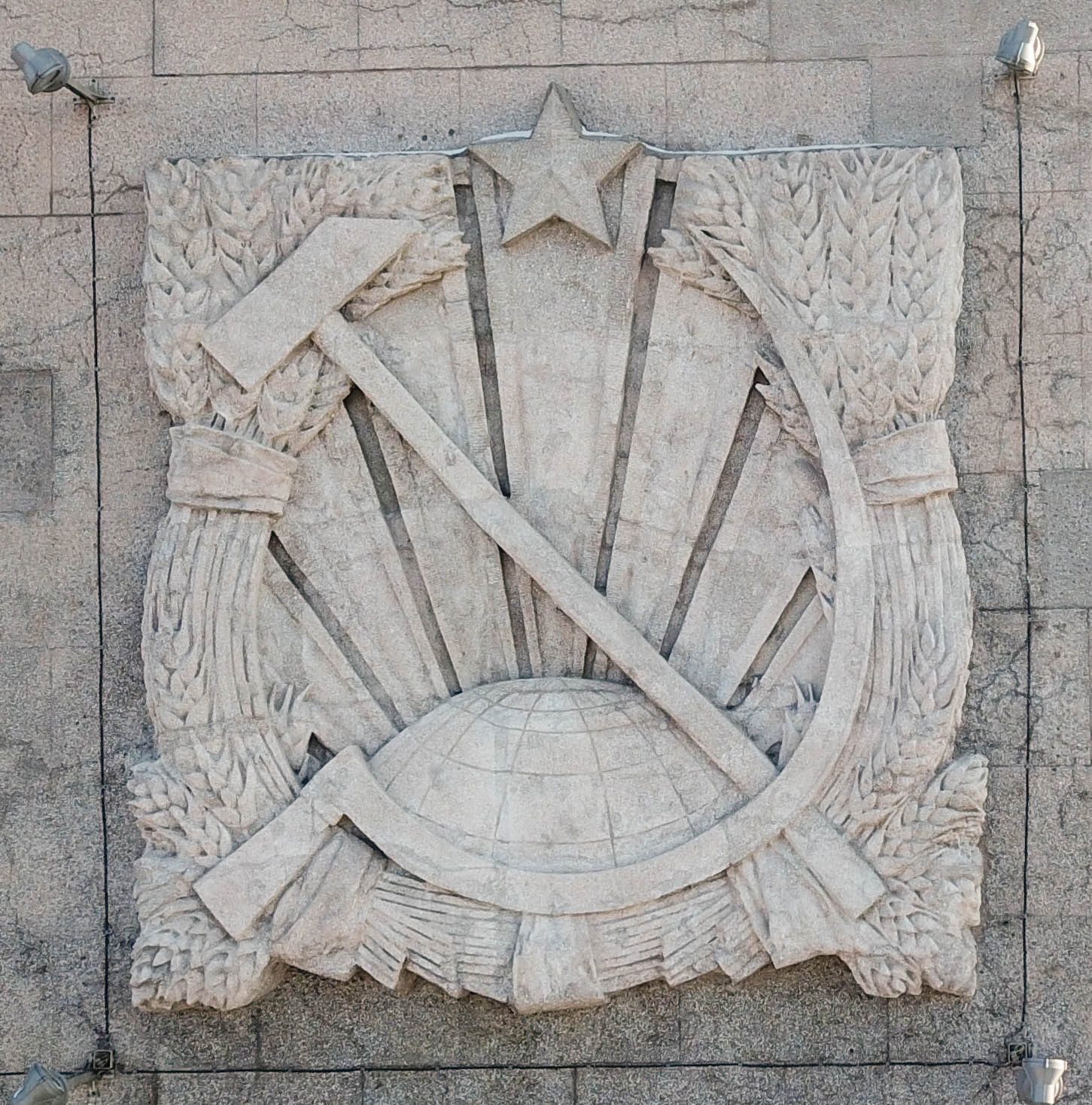
Барельеф на тему герба СССР на фасаде
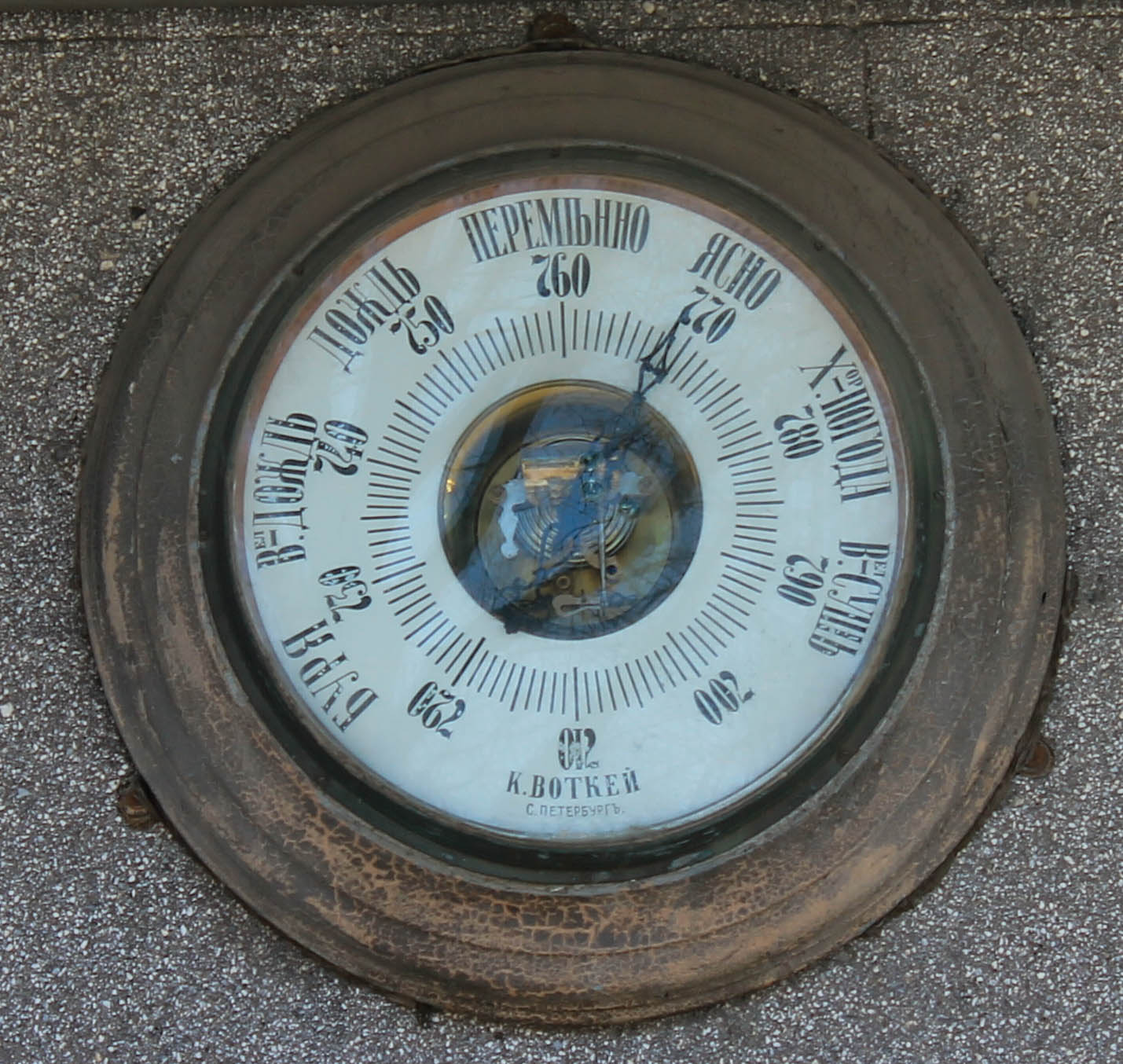
Дореволюционный барометр оптико-механической фабрики Карла Воткея на фасаде